# Çoban salatası
Çoban salatası o insalata choban (in turco "insalata del pastore") è un'insalata originaria della cucina turca e cucina azera.

## Ingredienti
È composta da pomodori tritati finemente (preferibilmente sbucciati), cetrioli, lunghi peperoni verdi, cipolla e foglie piatte prezzemolo. Il condimento consiste in succo di limone, olio d'oliva e sale.